# الی کوبرین
الکساندرا آرلی "اَلی" کوبرین (انگلیسی: Alexandra Arley "Ali" Cobrin؛ زادهٔ ۲۱ ژوئیهٔ ۱۹۸۹) یک هنرپیشه اهل ایالات متحده آمریکا است. وی از سال ۲۰۰۸ میلادی تاکنون مشغول فعالیت بوده‌است.
از فیلم‌ها یا برنامه‌های تلویزیونی که وی در آن نقش داشته است می‌توان به همسایه‌ها و تجدید دیدار آمریکایی اشاره کرد.